# Sanilhac (Dordogne)
Sanilhac (okzitanisch gleichlautend) ist eine französische Gemeinde mit 4.720 Einwohnern (Stand: 1. Januar 2022) im Norden des Départements Dordogne in der Region Nouvelle-Aquitaine (vor 2016: Aquitanien). Die Gemeinde gehört zum Arrondissement Nontron und zu den Kantonen Isle-Manoire und Périgord Central. Die Einwohner werden Sanilhacois und Sanilhacoises genannt.
Sanilhac wurde als Commune nouvelle zum 1. Januar 2017 aus den bisher eigenständigen Kommunen Breuilh, Marsaneix und Notre-Dame-de-Sanilhac gebildet.

## Geographie
Sanilhac liegt an der Isle, etwa sieben Kilometer südlich von Périgueux. Umgeben wird Sanilhac von den Nachbargemeinden Périgueux im Norden, Boulazac und Atur im Norden und Nordosten, Saint-Laurent-sur-Manoire im Nordosten, Sainte-Marie-de-Chignac im Osten, Lacropte im Osten und Südosten, Salon im Süden und Südosten, Vergt im Süden und Südwesten, Église-Neuve-de-Vergt und Chalagnac im Westen, Coursac im Westen und Nordwesten sowie Coulounieix-Chamiers im Nordwesten. Das Gemeindegebiet wird vom Flüsschen Cerf durchquert.

## Gemeindegliederung
| Ortsteil                                   | ehemaliger INSEE-Code | Fläche (km²) | Einwohnerzahl (2022) | Kantonszugehörigkeit |
| ------------------------------------------ | --------------------- | ------------ | -------------------- | -------------------- |
| Breuilh                                    | 24065                 | 10,26        | .0274                | Périgord Central     |
| Marsaneix                                  | 24258                 | 23,85        | 1.156                | Isle-Manoire         |
| Notre-Dame-de-Sanilhac (Verwaltungssitz)00 | 24312                 | 25,79        | 3.290                | Isle-Manoire         |

Durch die Gemeinde führt die Autoroute A89.

## Sehenswürdigkeiten
- Kirche Notre-Dame-des-Vertus in Notre-Dame-de-Sanilhac aus dem 19. Jahrhundert
- Kirche Saint-Gilles in Marsaneix aus dem 19. Jahrhundert
- Kirche Saint-André in Breuilh
- Herrenhaus Pouzelande in Notre-Dame-de-Sanilhac aus dem 16. Jahrhundert, im 19. Jahrhundert wieder errichtet

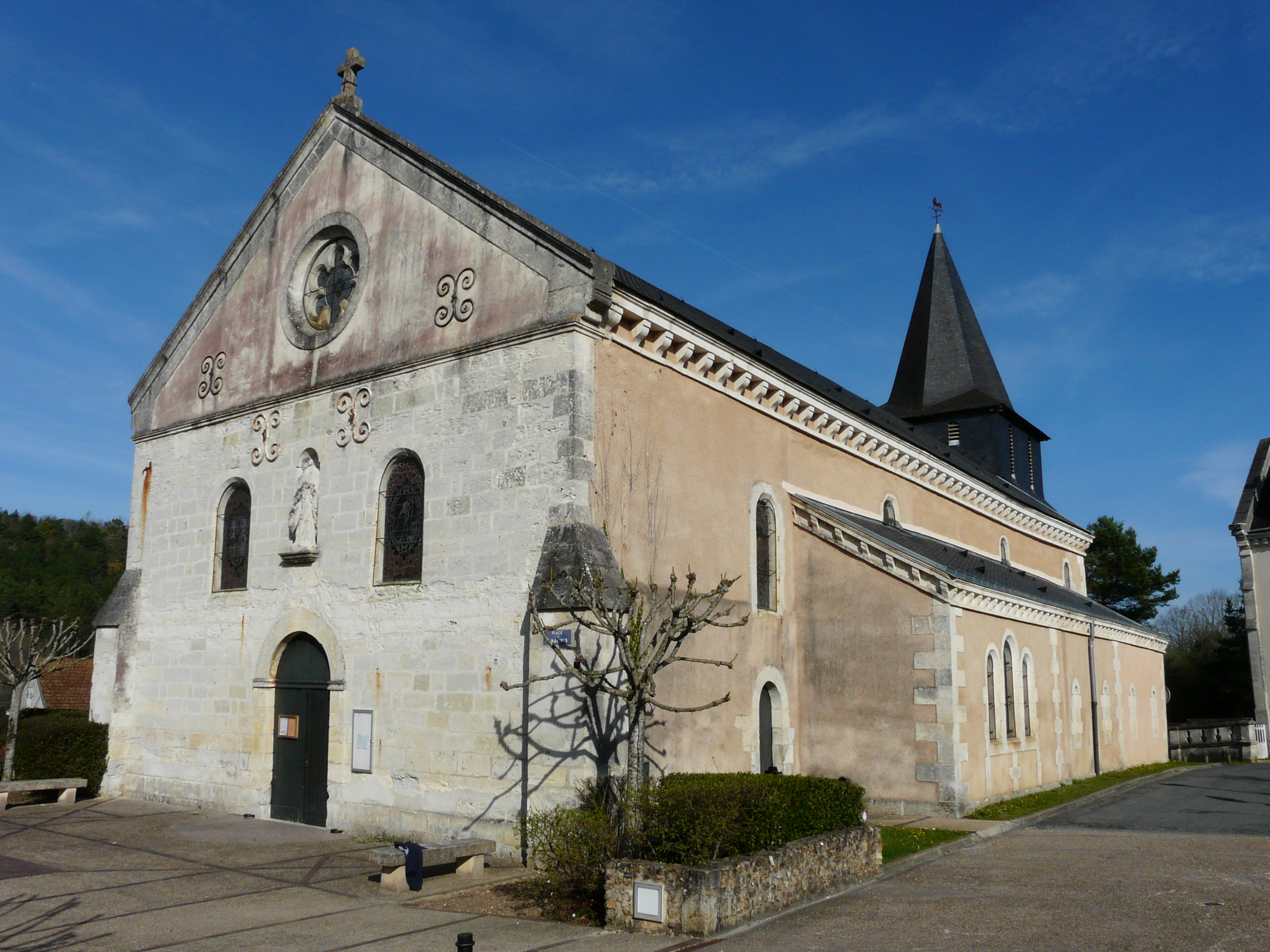
Kirche Notre-Dame-des-Vertus
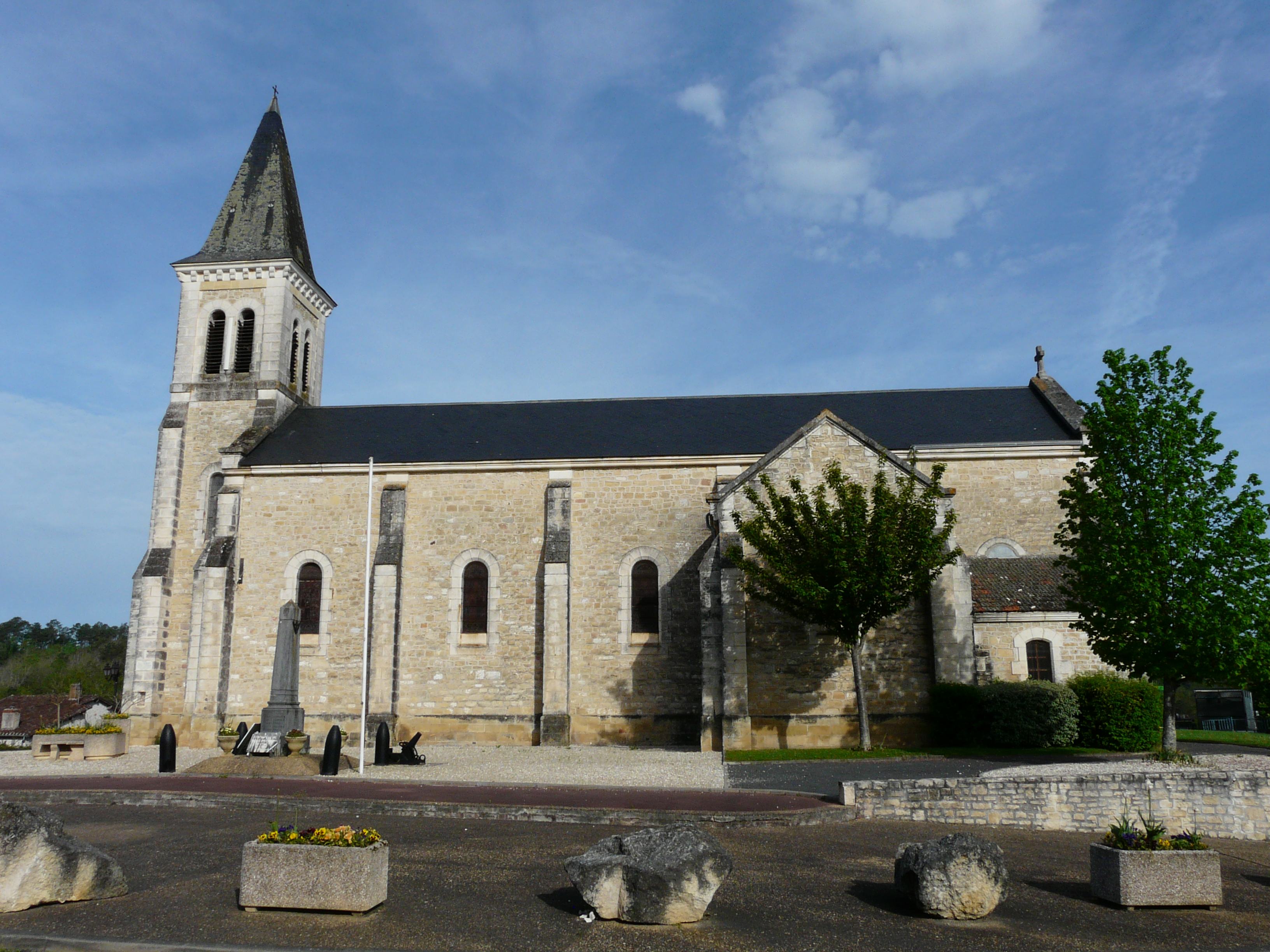
Kirche Saint-Gilles
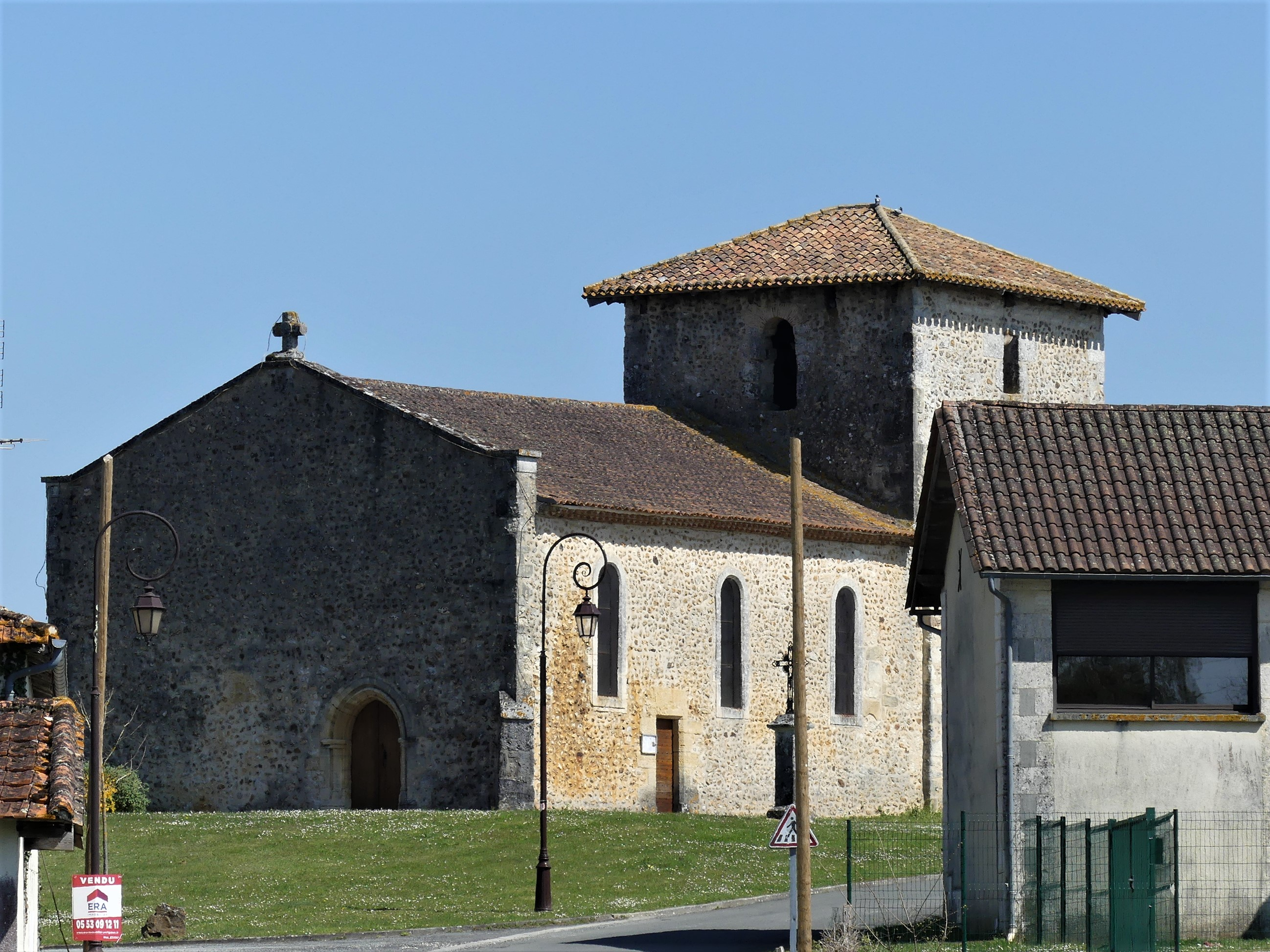
Kirche Saint-André